# Feryel Ziden
Feryel Ziden, née le 4 novembre 2000, est une escrimeuse tunisienne.

## Carrière
Feryel Ziden est médaillée d'argent en épée par équipes aux championnats d'Afrique 2018 à Tunis.